# Hippotion eson
Espèce
Hippotion eson est une espèce de lépidoptères (papillons) de la famille des Sphingidae.

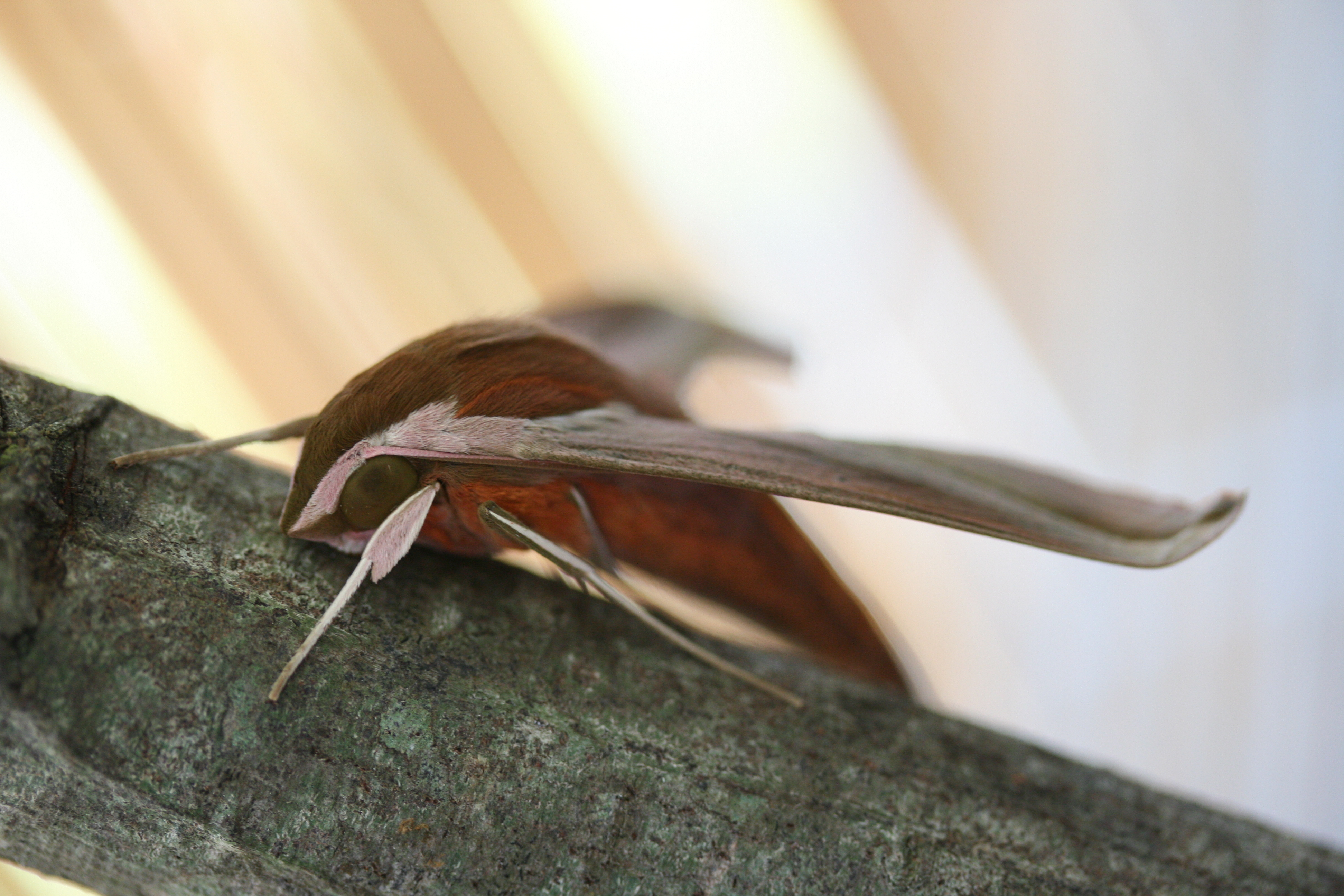
Imago de Hippotion eson